# Rudinice
Rudinice je naselje v Črni gori, ki upravno spada pod občino Plužine.

## Demografija
| Pregled števila prebivalstva po letih | Pregled števila prebivalstva po letih | Pregled števila prebivalstva po letih | Pregled števila prebivalstva po letih | Pregled števila prebivalstva po letih | Pregled števila prebivalstva po letih | Pregled števila prebivalstva po letih | Pregled števila prebivalstva po letih | Pregled števila prebivalstva po letih |
| ------------------------------------- | ------------------------------------- | ------------------------------------- | ------------------------------------- | ------------------------------------- | ------------------------------------- | ------------------------------------- | ------------------------------------- | ------------------------------------- |
| 1948                                  | 1953                                  | 1961                                  | 1971                                  | 1981                                  | 1991                                  | 2003                                  | 2011                                  | 2023                                  |
| 320                                   | 333                                   | 327                                   | 254                                   | 162                                   | 138                                   | 87                                    | 73                                    | 38                                    |